# نويل باركلي
نويل باركلي (بالإنجليزية: Noel Barkley)‏ (25 مارس 1961 في المملكة المتحدة - ) هو لاعب كرة قدم نيوزلندي في مركز الدفاع. شارك مع منتخب نيوزيلندا لكرة القدم. أما مع النوادي، فقد لعب مع نادي يونيفرستي ماونت ولينغتون وWaitakere City FC ‏ وTauranga City AFC ‏ وPapatoetoe AFC ‏ ونيوكاسل بريكرز.

## وصلات خارجية
- نويل باركلي على موقع الاتحاد الدولي (مؤرشف)  (الإنجليزية)
- نويل باركلي على موقع قاعدة بيانات كرة القدم.إي يو (الإنجليزية)
- نويل باركلي على موقع ناشيونال فوتبول تيمز (الإنجليزية)